# Kralupy nad Vltavou
Kralupy nad Vltavou (in tedesco Kralup an der Moldau) è una città della Repubblica Ceca facente parte del distretto di Mělník, in Boemia Centrale.

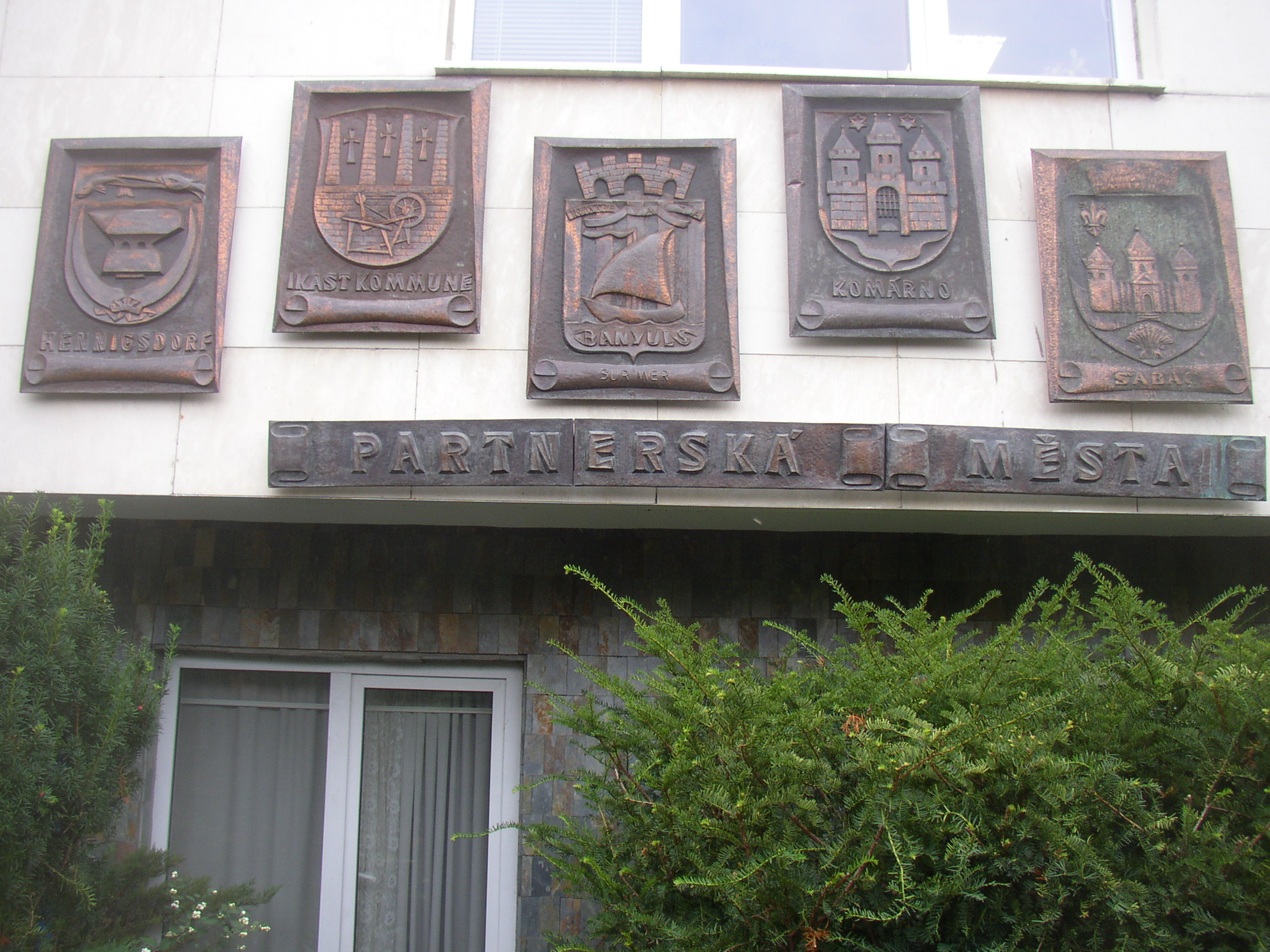
Gli stemmi delle città gemellate

## Amministrazione

### Gemellaggi
- Hennigsdorf
- Ikast
- Banyuls-sur-Mer
- Komárno
- Šabac